# Pezicula houghtonii
Pezicula houghtonii är en svampart som först beskrevs av William Phillips, och fick sitt nu gällande namn av J.W. Groves 1946. Pezicula houghtonii ingår i släktet Pezicula och familjen Dermateaceae.   Inga underarter finns listade i Catalogue of Life.